# خربة أبو حمدان
خربة أبو حمدان قرية سورية تتبع ناحية مركز صافيتا في منطقة صافيتا في محافظة طرطوس. بلغ عدد سكانها 925 نسمة في عام 2004 حسب إحصاء المكتب المركزي للإحصاء.